# Rómeó
A Rómeó a latin Romaeus név olasz formája, a jelentése római vagy a Római Birodalomból származó. A késő középkorban így hívták a Rómába vagy a Szentföldre zarándoklókat is.

## Gyakorisága
Az 1990-es években a Rómeó igen ritka név, a 2000-es években nem szerepel a 100 leggyakoribb férfinév között, kivéve 2009-et, amikor a 95. leggyakrabban adott férfinév volt.

## Névnapok
- február 7.[2]
- június 19.[2]
- október 1.[2]

## Híres Rómeók
Szentgyörgyi Rómeó, többszörös Európa és világbajnok aerobikos.

## Az irodalomban
- Rómeó Shakespeare Rómeó és Júliájában.